# DN55A
De DN55A (Drum Național 55A of Nationale weg 55A) is een weg in Roemenië. Hij loopt van Bechet naar Calafat. De weg is 95 kilometer lang.